# 彼得·范德林登
彼得·范德林登（Peter van der Linden，1963年—）是一位美国技术专家和作家。他曾在如昇陽電腦及苹果等公司工作，并且曾经写过有关Java，C语言，Linux及惡作劇的书。他目前（2021年）是一名硅谷的技术顾问。